# Jan Mølby
Jan Mölby est un footballeur danois, né le 4 juillet 1963 à Kolding (Danemark). Il évoluait au poste de milieu défensif central (Ajax), milieu de terrain droite et central (Ajax, Liverpool).

## Carrière
- 1981-1982 : Kolding IF  Danemark
- 1982-1984 : Ajax Amsterdam  Pays-Bas
- 1984-1996 : Liverpool  Angleterre
- 1995-1995 : Barnsley  Angleterre
- 1995-1995 : Norwich City  Angleterre
- 1996-1998 : Swansea City  Pays de Galles[1]

## Palmarès
- 33 sélections et 2 buts avec l'équipe du Danemark entre 1982 et 1990
- Champion d'Angleterre en 1986, 1988 et 1990 avec Liverpool
- Vainqueur du Charity Shield en 1986, 1998, 1989 et 1990 avec Liverpool
- Vainqueur de la Coupe d'Angleterre (FA Cup) en 1986, 1989 et 1992 avec Liverpool
- Champion des Pays-Bas en 1983 avec l'Ajax Amsterdam